# Johannes Laurenius
Johannes Laurenius, född i 1624 i Sankt Lars församling, Östergötland, död 3 maj 1672 i Vallerstads församling, Östergötlands län, var en svensk präst.

## Biografi
Johannes Laurenius föddes 1624 i Sankt Lars församling. Han var son till bonden Jonas. Laurenius blev 21 juni 1647 student vid Uppsala universitet och prästvigdes 1652. Han blev 1654 kyrkoherde i Vallerstads församling. Laurenius avled 1672 i Vallerstads församling.
Laurenius gravsten finns bevarad och ligger i Vallerstads kyrkas vapenhus.

### Familj
Laurenius gifte sig första gången 1654 med Kerstin Holm (1604–1656). Hon var dotter till kyrkoherden i Norrköping. Kerstin Holm var även änka till kyrkoherden Johannes Wallerius i Vallerstads församling.
Laurenius gifte sig andra gången 1657 med Ingeborg Kellander (1643–1720). Hon var dotter till kyrkoherden Östen Kellander och Elisabeth Hansdotter i Källa församling. De fick tillsammans barnen kyrkoherden Nathanael Laurenius i Tjällmo församling, Maria Laurenius, Eva Laurenius som var gift med domkyrkosysslomannen N. Talenus i Linköpings församling, Catharina Laurenius (död 1696) som var gift med rådmannen Harald Forsman i Skänninge, Helena Laurenius (1665–1680) och kyrkoherden Jonas Laurenius i Herrestads församling. Efter Laurenius död gifte Kellander om sig 1675 med kyrkoherden Petrus Danielis i Vallerstads församling.